# Central Heating Plant
La Planta de Calefacción Central (en inglés Central Heating Plant) es una central eléctrica ubicada en 325 13th Street, SW en el vecindario Southwest Federal Center de Washington D. C., que sirve a la mayoría de los edificios del gobierno federal de los Estados Unidos cerca del National Mall. Operado por la Administración de Servicios Generales, fue diseñado por el arquitecto Paul Philippe Cret en 1933. En el momento de su construcción, era la instalación de calefacción más grande de los Estados Unidos y servía a 22 edificios federales. Fue colocado en el Registro Nacional de Lugares Históricos en 2007. 
Cret usó el estilo art déco para el edificio esencialmente industrial, una desviación del clasicismo predominante de Washington, pero pudo integrarlo con su en torno a través de una masa y detalles cuidadosos. Las pilastras y las cintas verticales de las ventanas sustituyen a las clásicas columnatas. Cret diseñó el perfil del techo para que las chimeneas de la planta no sobresalieran por encima de la pantalla del equipo, satisfaciendo las preocupaciones de la Comisión de Bellas Artes del Distrito de Columbia, que tenía jurisdicción sobre el diseño. Las tres chimeneas octogonales se elevan sólo 13 m Los paneles en relieve de piedra caliza ilustran el propósito del edificio con representaciones de una caldera, una válvula de seguridad, un generador, un ventilador y un intercambiador de calor. El edificio es digno de mención como un ejemplo temprano de la arquitectura influenciada por el Modernismo, y como un edificio notablemente atractivo por derecho propio.
Originalmente diseñada para quemar carbón, la planta de calefacción central se ha convertido para usar petróleo y gas natural. Una planta de refrigeración central construida en 1957 oscurece la elevación este.